# Cosme Damián de Churruca y Elorza
Cosme Damián de Churruca y Elorza, né le 27 septembre 1761 à Mutriku et mort le 21 octobre 1805, est un officier de marine et scientifique espagnol, mort à la bataille de Trafalgar en commandant le San Juan Nepomuceno.

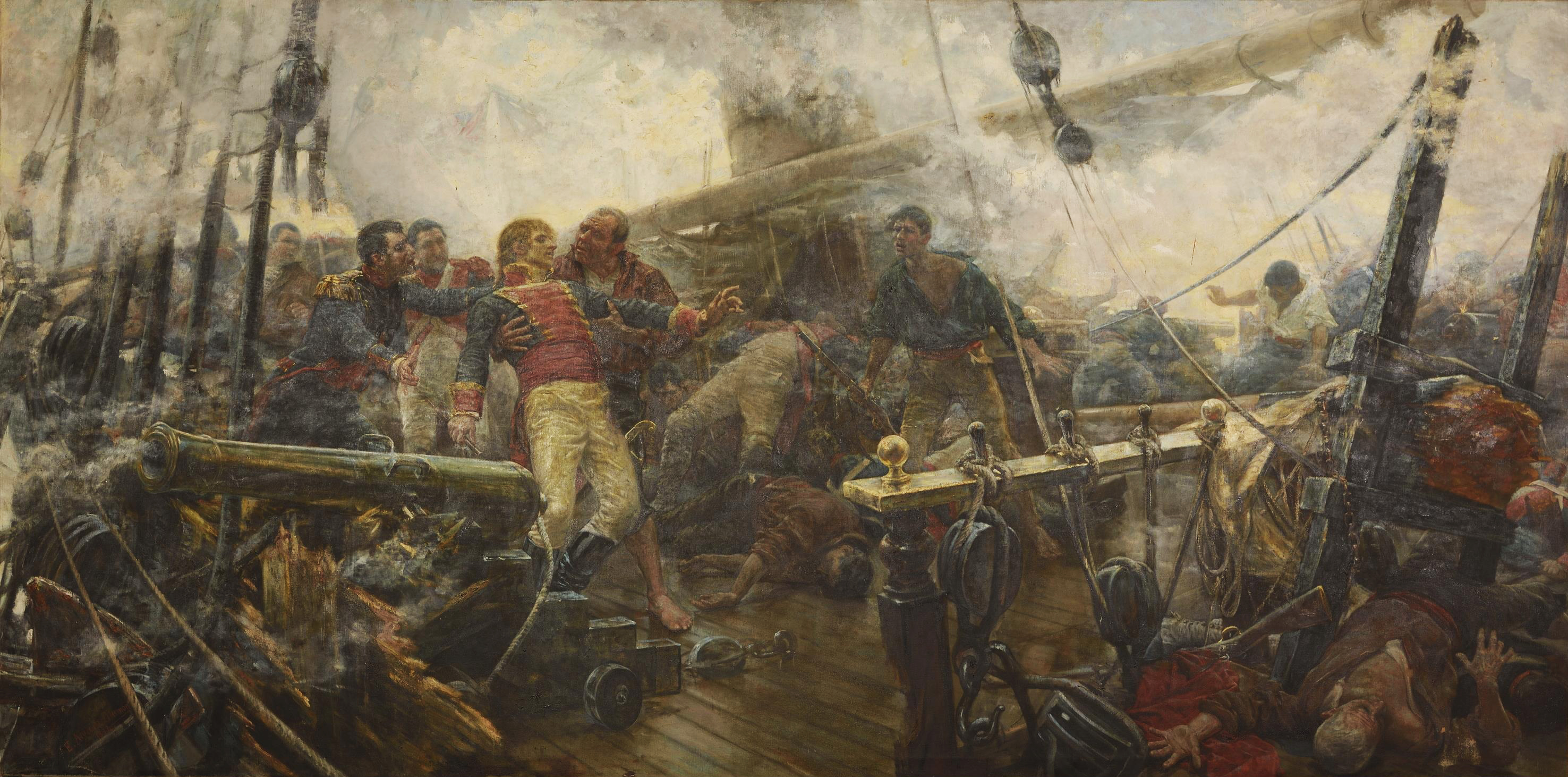
La Mort de Churruca par Eugenio Álvarez Dumont, musée du Prado.